# Teddy Sinclair
Natalia Noemi "Teddy" Sinclair (n. Cappuccini, la 15 august 1986) este o cântăreață, compozitoare și actriță originară din Anglia. A înregistrat muzică sub diferite pseudonime, mai cunoscută ca Natalia Kills și Verbalicious. În prezent este vocalistul principal al trupei Cruel Youth, care lansează și muzică sub numele The Powder Room. Ca Natalia Kills a lansat albumele apreciate de critici Perfectionist (2011) și Trouble (2013). În 2014, s-a căsătorit cu un alt cântăreț Willy Moon. Din iulie 2015, Sinclair a trecut și a evoluat sub numele ei legal Teddy Sinclair. În 2016 și-a creat propria trupă, Cruel Youth, cu care a lansat EP-ul, + 30mg (2016). Cele mai mari de succes single-uri ale sale au fost single-urile certificate BVMI "Mirrors" (2010), "Free" cu Will.i.am și hitul din top 40 din Marea Britanie, "Champagne Showers", cu duo-ul american LMFAO. În plus, a scris piese pentru Angel Haze, Madonna și Rihanna. A primit o nominalizare la premiul Grammy în 2017 pentru co-scrierea single-ului Rihanna „Kiss It Better”. În martie 2015, Sinclair și soțul ei, Willy Moon, au fost concediați din juriul de la X Factor din Noua Zeelandă pentru comentariile lor față de unul dintre concurenți.

## Viața și cariera

### 1986–2010: începuturi de viață timpurie și carieră
Sinclair s-a născut Natalia Noemi Cappuccini în Bradford, West Yorkshire, într-un tată britanic de patrimoniu afro-jamaican și mamă uruguayană și a urmat cursurile la Liceul de fete Bradford. Familia ei a părăsit Bradford când era mică și și-a petrecut primii ani călătorind între Anglia, Jamaica și Spania. A fugit de acasă când avea 14 ani și și-a îndreptat atenția de la actorie. Ea și-a descris adolescența ca fiind „degenerată”, afirmând că a încercat să dea foc casei fostului ei iubit în timp ce amândoi se aflau în ea. A avut probleme juridice frecvente și a experimentat periodic depresie suicidară. De asemenea, a fost implicată pentru scurt timp într-un cult religios. A început să urmeze o carieră muzicală și a avut o descoperire semnificativă ca „Candy Rapper” în 2003, când a câștigat o bătălie BBC Radio 1 MC în Leeds. A semnat cu casa de discuri din Marea Britanie Adventures in Music și a lansat primul său single "Don't Play Nice" sub numele de Verbalicious în februarie 2005. Sinclair a spus pentru W că porecla ei din copilărie de la mama ei era "Verbal", deoarece vorbea și cânta foarte mult. A adoptat numele și variațiile acestuia ca nume de scenă în anumite momente ale carierei sale.În 2007, în timp ce scria muzică pentru filme, a postat Womannequin, o demonstrație pe care a produs-o și a scris-o sub numele de Natalia Cappuccini, pe MySpace. EP-ul a strâns 2 milioane de ascultări pe site-ul web și a ajuns în topul topului artiștilor nesemnați. În acest timp, folosind numele de Verse, a co-scris și a apărut la „They Talk Shit About Me” de artistul francez M. Pokora și l-a întâlnit pe Guillaume Doubet, care va continua să regizeze multe dintre videoclipurile ei, la Paris. Sinclair s-a mutat la Los Angeles în 2008. Sosind fără bani sau un loc unde să locuiască, Sinclair „a locuit în afara acestor moteluri, bâlbâind în jur, încercând să lucreze sau să facă cântece cu oricine ar vrea să mă aibă câteva ore în studio” . La acea vreme, spune că a făcut lucruri îngrozitoare adăugând: „Încercam doar să supraviețuiesc și eram prea tânără pentru a ști mai bine.” că nu a avut un contract de înregistrare. În ianuarie 2009, will.i.am a semnat-o la casa de discuri, will.i.am Music Group. „Am avut o chimie creativă foarte bună”, a spus ea într-un interviu Billboard din 2011.

### 2010–2014: Perfectionist, Trouble și căsătorie
Interpretând rolul de Natalia Kills la Neidklub din Hamburg în 2010.Sinclair a adoptat numele de scenă Natalia Kills din interjecția „tu l-ai ucis!”, după ce casa ei de discuri a informat-o că numele ei legal, „Natalia Cappuccini”, era „de nedescris”. Kills și-a lansat albumul de debut Perfectionist în Germania, în aprilie 2011, după lansarea primului ei single, "Mirrors", care a ajuns în Top 10. Albuumulul a fost descris ca un album conceptual de către Sinclair, susținând că toată lumea este perfecționistă. Albumul a fost însoțit de patru single-uri, „Mirrors”, „Wonderland”, „Free” și „Kill My Boyfriend”. Prin 2010 și 2011 Sinclair a deschis pentru Kelis, Robyn, Kesha, Katy Perry și Black Eyed Peas pentru diferite turnee. Sinclair a colaborat în single-ul lui LMFAO, "Champagne Showers", și în single-ul lui Junior Caldera "Lights Out (Go Crazy)". La 14 septembrie 2012, Sinclair a postat videoclipul pentru „Controversy” pentru a începe promovarea celui de-al doilea album de studio, Trouble. Albumul a fost centrat pe copilăria ei tulburată. Sinclair a participat la o petrecere ulterioară pentru MTV Video Music Awards 2013, desfășurată la 25 august 2013 în Brooklyn, New York, unde a interpretat diferite melodii din Trouble. Două zile mai târziu, „Outta Time” a fost lansat gratuit ca al doilea single promoțional a albumului într-un buletin informativ Polydor Records, coincizând cu lansarea din SUA a Trouble. Trouble a fost lansat oficial pe 3 septembrie 2013 sub formă de descărcare digitală în Statele Unite și Canada. Sinclair s-a căsătorit cu cântărețul Willy Moon la 23 mai 2014 în New York. 
2015: Factor X
S-a anunțat la sfârșitul anului 2014 că Sinclair și Moon vor fi prezenți ca judecători și mentori în anul următor în sezonul 2 al versiunii din Noua Zeelandă a X Factor. Au fost mentorii categoriilor de băieți și, respectiv, de grupuri. În timpul primului spectacol live, într-un scandal extrem de mediatizat, pe care Sinclair l-a descris ca „o cascadorie publicitară [ea] nu s-a putut apăra [pe ea însăși] din cauza unui ordin juridic de largă înverșunare”, cei doi au făcut observații scandaloase față de concurentul Joe Irvine. Sinclair l-a descris pe Irvine ca un copiator în legătură cu presupusa sa copiere a coafurii și a simțului vestimentar al lui Moon, considerându-l „prostesc” și „dezgustător”. Comentariile au condus la o condamnare pe scară largă pe rețelele de socializare, inclusiv o petiție pentru ca Sinclair și Moon să fie concediați din spectacol, care ar fi primit peste 70.000 de semnături în termen de 24 de ore. Sponsorii, proprietarul francizei și judecătorii Melanie Blatt și Stan Walker au exprimat, de asemenea, dezaprobarea față de incident, iar Moon și Sinclair au fost concediați din spectacol a doua zi. Sinclair a fost înlocuit de Natalie Bassingthwaighte, fostă jurată în versiunea australiană a emisiunii, în timp ce Moon a fost înlocuită de Shelton Woolright. După ce a fost concediat din The X Factor, s-a dezvăluit în mass-media că Sinclair a părăsit casa ei de discuri, Cherrytree Records, cu puțin timp înainte de a apărea în emisiune. Sinclair i-a confirmat lui Billboard că, deși nu mai era semnată cu Cherrytree, ea era încă la Interscope Records la vremea respectivă, deși mai târziu și-a părăsit-o. 

### 2016 – prezent:Cruel Youth și alte proiecte
La începutul anului 2016, Sinclair a început o trupă, Cruel Youth, împreună cu soțul ei Moon. Prima piesă a formației, „Mr. Watson”, a fost lansată pe Soundcloud în februarie, urmată de „Diamond Days” în aprilie, care a fost lansată și pe iTunes. Al treilea single, „Hatefuck”, a fost lansat la începutul lunii septembrie, împreună cu lansarea EP-ului lor de debut, + 30mg, pe 16 septembrie 2016. În 2015, Sinclair a co-scris și piesa lui Rihanna „Kiss It Better”, care a primt o nominalizare la Grammy anul următor.

## Stil și influențe
Sinclair a menționat-o pe Kate Bush și Alanis Morissette drept cele mai importante influențe muzicale ale ei, descriindu-le drept artiști emoționali „care scriu sincer despre opiniile și experiențele lor.” Cântăreața a mai declarat că a considerat-o pe Gwen Stefani, care este o inspirație muzicală și stilistică, ca un „erou”, adăugând că Prince, Vanity 6 și Freddie Mercury au inspirat-o deja în timpul spectacolelor live. Sinclair explorează muzica care este atât confesională, cât și îndrăzneață atunci când caută inspirație, dezvăluie: „Nu ascult muzică pentru a-i da drumul, ascult să mă scufund”, listând Hole, Marilyn Manson și Eminem printre artiștii și trupele ei preferate, cu care a crescut. Potrivit lui Jon O'Brien de la AllMusic, Sinclair a compus treptat un ton muzical care încorporează „dance-teatrul-pop al lui Lady Gaga, filmul negru din anii 1940 și electro-întunericul lui Depeche Mode” . A fost un fan al muzicii pop, mai ales în evocarea artiștilor contemporani „new age” precum Adele, Lana Del Rey, Marina and the Diamonds, Ivy Levan și Lorde. Sinclair susține că este influențată de propriile experiențe. De asemenea, ea este inspirată de cinema atunci când scrie piese. În acest sens, ea a spus într-un interviu pentru revista MKR: "Sunt un mare fan al lui Stanley Kubrick, Tarantino, Gaspar Noé. Îmi place orice este frumos, deranjant, oribil și superb în același timp, mă inspiră cu siguranță. Nu ascult multă muzică în afară de a mea, dar cu siguranță îmi place mult muzica.

## Discografie

### Albume de studio
- Perfectionist (2011)
- Trouble (2013)
- +30mg (2016)

### Discuri single
Perfectionist
- „Mirrors” (2010)
- „Wonderland” (2011)
- „Free” (2011)
- „Kill My Boyfriend” (2012)

Trouble
- „Problem” (2013)
- „Saturday Night” (2013)
- „Outta Time” (2013)
- „Trouble” (2014)

#### +30mg
- „Mr. Watson” (2016)
- „Hatefuck” (2016)
- „Diamond days” (2016)

#### Cruel youth
- „Devil in paradise” (2018)
- „Portrait of a female” (2018)

#### The powder room
- „I want it now” (2017)
- „My way” (2018)
- „Isn't this a lovely day (To Be Caught In The Rain)” (2020)

#### Godfather of Harlem
- „Black river” (2019)
- „No bark when I bite” (Împreună cu Rick Ross) (2021)

### Colaborări
- „They Talk Shit About Me”(Împreună cu M. Pokora) (2008)
- „Champagne Showers” (Împreună cu LMFAO) (2011)
- „Lights Out (Go Crazy)” (Împreună cu Junior Caldera) (2012)
- „You Can't Get in My Head (If You Don't Get in My Bed)” (Împreună cu DJ Tatana) (2012)
- „Holy Water” (Împreună cu Madonna) (2014)
- „Birds” (Împreună cu IZII) (2017)
- „Rats” (Împreună cu Cyndi Lauper) (2020)
- „No bark when I bite” (Împreună cu Rick Ross) (2021)
- Mr Badman The Invitation Soundtrack

(2022)

## Turnee

### Concerte promoționale
- Perfectionist Promo Tour (2011)
- Effect Music Tour  (2013)
- Trouble Promo Tour (2013)

### Concerte din deschidere
- Kelis, Robyn – All Hearts Tour (2010)
- Robyn – Body Talk Tour (2010–11)
- The Black Eyed Peas – The Beginning Massive Stadium Tour (2011)
- Kesha – Get Sleazy Tour (2011)
- Bruno Mars – The Doo-Wops & Hooligans Tour (2011)
- The Sounds – Something to Die For Tour (2011)
- Katy Perry – California Dreams Tour (2011)
- Kiiara – Low Kii Savage Tour (2016)

## Premii și realizări
| An        | Premii                     | Categoria                   | Nominalizarea                              | Rezultatul              |
| --------- | -------------------------- | --------------------------- | ------------------------------------------ | ----------------------- |
| 2005      | Popjustice £20 Music Prize | Cel mai bun act solo englez | Don't play nice                            | Nominalizat             |
| 2011      | Eska Music Awards          | Noua vedetă internațională  | Ea însuși                                  | Câștigat                |
| 2013 2014 | MP3 Music Awards           | Saturday night Trouble      | Premiile BFV și MIC                        | Câștigat si nominalizat |
| 2017      | Grammy Awards              | Kiss it better              | Cea mai bună melodie R&B (ca compozitoare) | Nominalizat             |